# تومي باركر
تومي باركر (بالإنجليزية: Tommy Parker)‏ (13 فبراير 1924 - 1 يناير 1996) هو لاعب كرة قدم بريطاني (وحمل سابقاً جنسية المملكة المتحدة لبريطانيا العظمى وأيرلندا) في مركز الوسط.